# کالیگ کورتز
کالیگ کورتز (انگلیسی: Kaleigh Kurtz؛ زادهٔ ۹ سپتامبر ۱۹۹۴) بازیکن فوتبال اهل ایالات متحده آمریکا است.